# دوچیچ (میونیتسا)
دوچیچ (به صربی: Dučić) یک منطقهٔ مسکونی در صربستان است که در میونیتسا واقع شده‌است.